# Ramsökare

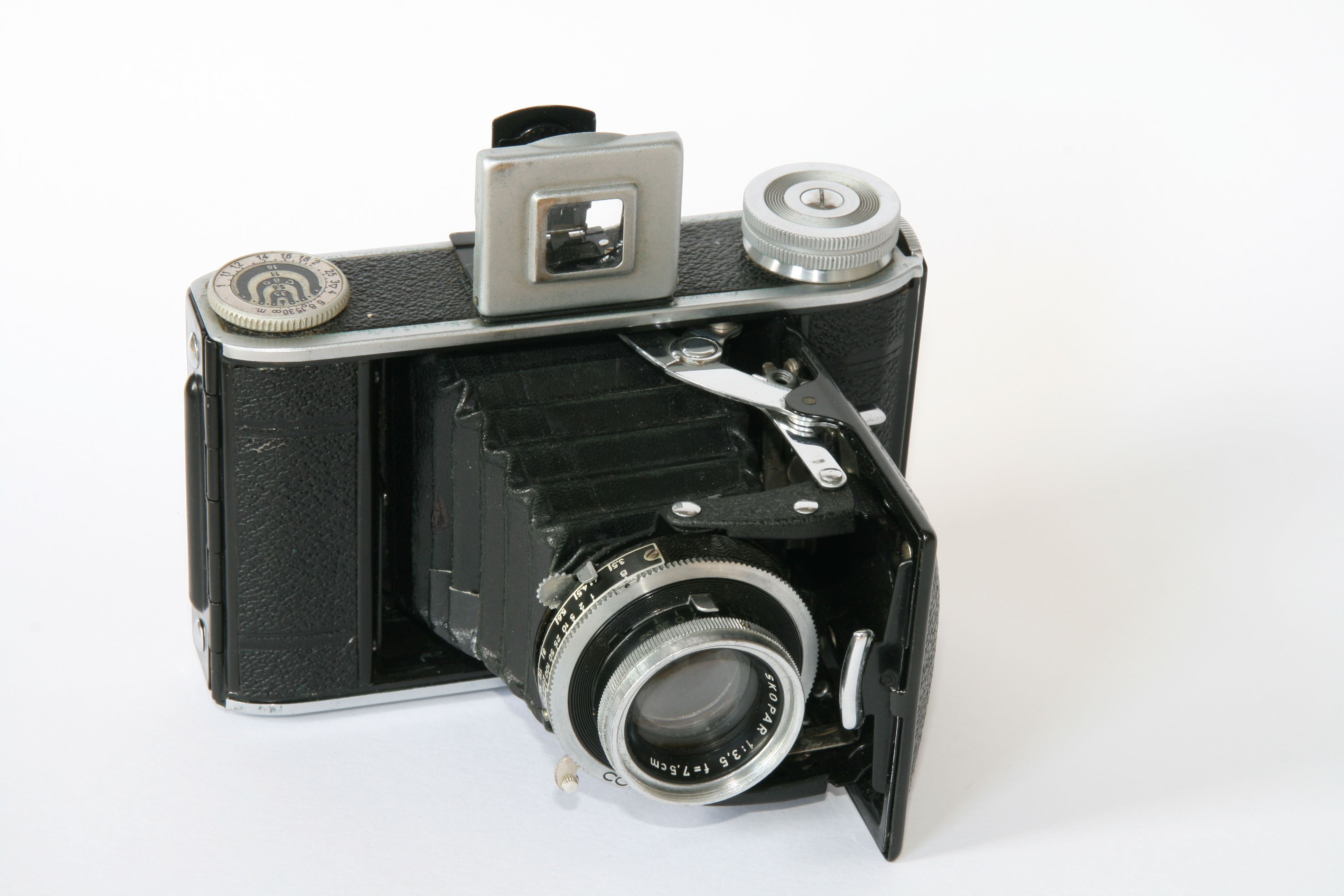
Bälgkamera med ramsökare

Ramsökare är en form av sökare som var vanlig på äldre kameror. Den existerar idag på engångskameror och undervattenshus där visuell observation genom annan typ av sökare blir omöjlig då fotografen har cyklopöga. I princip är ramsökaren en fyrkantig trådliknande ram som är placerad ovanpå kameran. Fyrkanten ger en god uppfattning om bildsnittet.